# Вилландро
Вилландро (итал. Villandro) — коммуна в Италии, располагается в регионе Трентино — Альто-Адидже, в провинции Больцано.
Население составляет 1858 человек (2008 г.), плотность населения составляет 42 чел./км². Занимает площадь 44 км². Почтовый индекс — 39043. Телефонный код — 0472.
Покровителем коммуны почитается святой первомученик Стефан, празднование 26 декабря.

## Достопримечательности
- Гернштайн — реконструированный средневековый замок.

## Демография
Динамика населения:

## Администрация коммуны
- Официальный сайт: http://www.comune.villandro.bz.it/